# Zamach na Placu Czerwonym w Moskwie (2003)
Zamach na Placu Czerwonym – samobójczy zamach bombowy w pobliżu Placu Czerwonego w Moskwie, Rosja, w dniu 9 grudnia 2003 roku. Według rosyjskich służb specjalnych, kobieta samobójczyni wyposażona w pas z materiałów wybuchowych wysadziła się na ruchliwej ulicy w centrum miasta, zaledwie kilkaset metrów od moskiewskiego Kremla, zabijając sześć i raniąc 44 osoby. W dalszym śledztwie milicji zidentyfikowano samobójczyni jako Khadishat Mangerievę, wdowę po jednym z dowódców czeczeńskich rebeliantów, Ruslanie Mangerievie, który zginął w czasie II wojny czeczeńskiej.